# Enrico Capuano
Enrico Capuano (Roma, 27 luglio 1964) è un cantautore italiano.

## Biografia
Enrico Capuano è considerato dalla critica musicale il capostipite del folk rock italiano dal 1980.
Si appassionò sin da bambino alla musica rock: Beatles, Led Zeppelin, Black Sabbath, il rock anni sessanta e settanta, oltre alla musica politica dei Dischi del Sole: Ivan Della Mea, Giovanna Marini, Zezi, i Tarantolari di Tricarico con Antonio Infantino. I suoi fratelli Michele , Antonio e Caterina avevano negli anni 70 un gruppo di folk progressivo chiamato Coop. lavoro culturale  aderente al Nuovo Canzoniere Italiano  che lo influenzò molto nelle future  scelte sonore
A dodici anni condusse la trasmissione Folk in lotta nelle radio libere romane. La passione del folk lo portò a studiare canto contadino con Giovanna Marini alla Scuola Popolare di Musica di Testaccio a Roma.
Negli anni ottanta e novanta fu introdotto nel circuito professionale del cantautorato folk. Fu tra i fondatori dell'etichetta discografica indipendente Tide Records. Nel 1993 pubblica il suo primo album dal titolo Fai la cosa giusta, seguito da Onda d'urto del 1996 prodotto da Il manifesto.
Dal 2000 al 2010 gestì una trasmissione su Teleambiente e TeleDonna a Roma chiamata Radio Casbah, per promuovere produzioni musicali e videografiche indipendenti. Nel 2001 fondò l'etichetta discografica Blond Records.
Produsse vari musicisti (tra gli altri Legittimo Brigantaggio) e collaborò con Grazia Di Michele, Claudio Lolli, Alfredo Bandelli e alla compilation Pizzica la Tarantula. Nel 2002 pubblicò Tammuriatarock. Iniziò dei tour con Lucio "Violino" Fabbri, Graziano Galatone, Tony Esposito , O Zulu , Grazia Di Michele, Claudio Lolli, Franz di Cioccio, l'attrice Loredana Cannata, Piero Brega, Zezi, Marcello Colasurdo e Eugenio Bennato,
Nel 2003 si recò in Iraq per una serie di concerti prima che iniziassero i bombardamenti americani. Nel 2004 pubblicò Lascia che sia. Nel 2008 pubblicò Fuori dalla stanza.
Dal 2012  ogni anno è in  un tour in Canada e negli Usa nei maggiori Festival world music e nelle comunità Italiane all'estero o in locali come house blues di Los Angeles o il Count's Vamp di Las Vegas
Ha partecipato a dodici edizioni del concerto del Primo Maggio dal 2002 al 2014 conducendo il segmento della fascia pomeridiana per tre edizioni trasmesse in diretta su Rai 3  nel 2011 nel 2012 e nel 2014.

## Discografia

### Album
- 1993 – Fai la cosa giusta
- 1996 – Onda d'urto
- 2002 – Tammurriatarock
- 2005 – Lascia che sia
- 2008 – Fuori dalla stanza
- 2013 – Live Usa Canada Europa
- 2017 – Viva
- 2020 – Immaginarti ora

SINGOLI 
- 2024 - Milano è sud